# James Connolly (opstandeling)

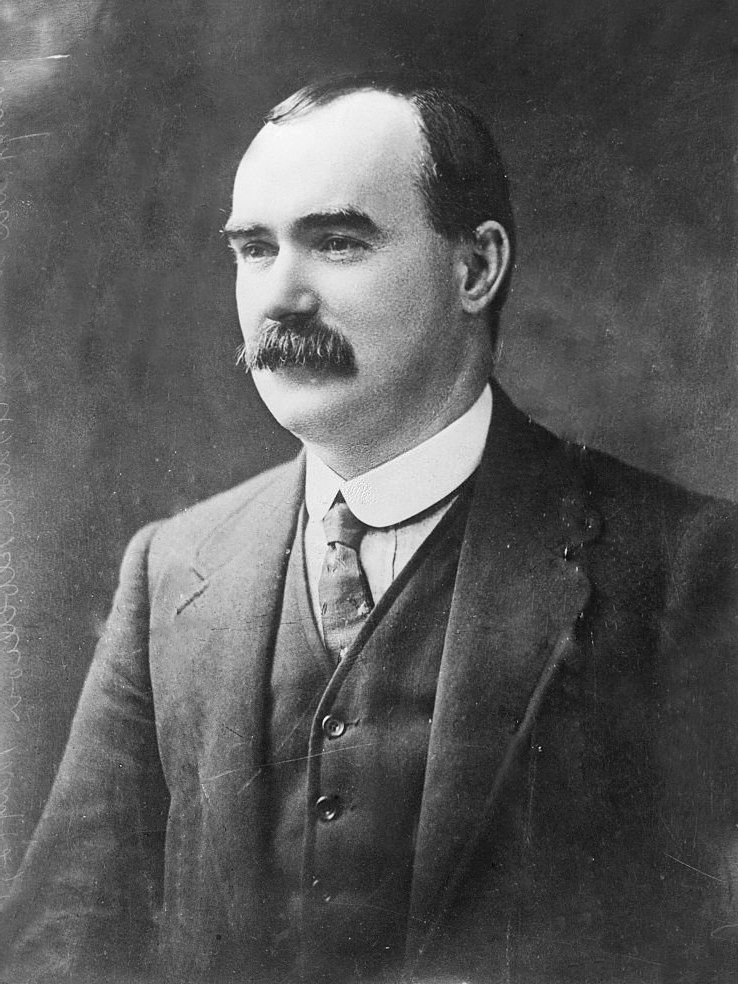
James Connolly

James Connolly (Edinburgh, 5 juni 1868 - Dublin, 12 mei 1916) was een Iers socialist en esperantist. Hij werd geboren in Edinburgh als zoon van Ierse emigranten. 
In 1916 was hij een van de leiders van de Paasopstand, samen met onder andere Padraig Pearse. Bij de gevechten in het Hoofdpostkantoor van Dublin, het hoofdkwartier van de opstandelingen, raakte hij zwaargewond. 
De Engelsen veroordeelden de leiders van de opstand tot de dood door executie. Voor Connolly betekende dit dat hij zittend in een stoel werd neergeschoten.